# Pangshura tentoria
Pangshura tentoria es una especie de tortuga de la familia Geoemydidae. Habita en arroyos y zonas pantanosas en la India, Bangladés, Nepal y posiblemente Bután.
Se reconocen tres subespecies:
- Pangshura tentoria circumdata (Mertens, 1969) - India.
- Pangshura tentoria flaviventer Günther, 1864  - India, Nepal y Bangladés.
- Pangshura tentoria tentoria (Gray, 1834) - India.